# Митрофановка (станция)
Митрофа́новка — железнодорожная станция Юго-Восточной железной дороги в Кантемировском районе Воронежской области на двухпутной линии Лиски — Чертково (линия электрифицирована переменным током напряжением 25 кВ). Ежедневно отправляются электропоезда на Россошь, Гартмашевку.

## История
Станция открыта в 1871 году. 26 марта 1894 года на станции Митрофановка, по пути к Черткову В. Г., останавливался Л. Н. Толстой. Этому событию посвящена мемориальная доска на здании станции. В то время станция называлась Ольгинская.

## Примечания

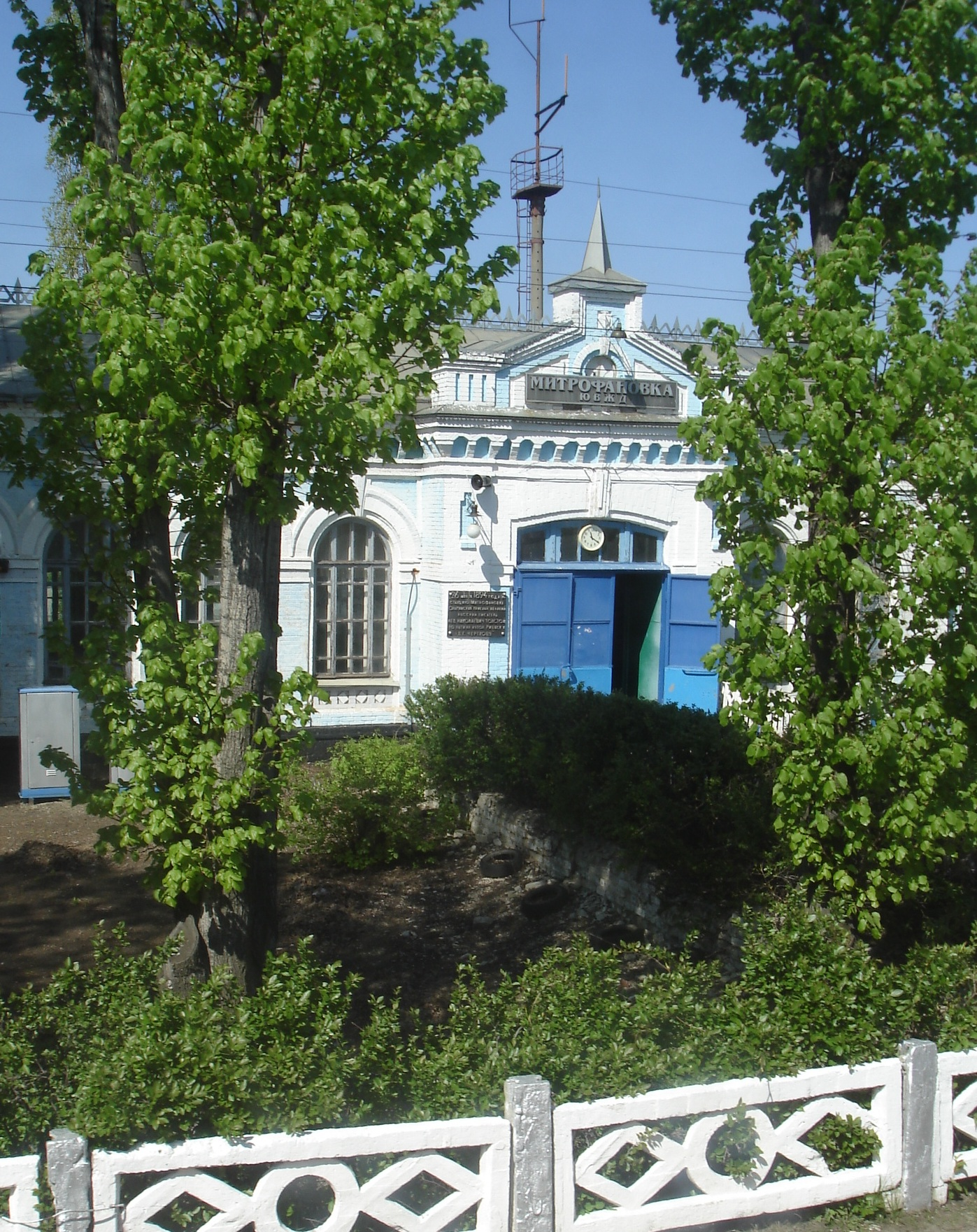
Мемориальная доска, посвященная Л. Н. Толстому, на здании станции

## Дальнее следование по станции
| Круглогодичное обращение поездов | Круглогодичное обращение поездов | Круглогодичное обращение поездов | Круглогодичное обращение поездов |
| № поезда                         | Маршрут движения                 | № поезда                         | Маршрут движения                 |
| -------------------------------- | -------------------------------- | -------------------------------- | -------------------------------- |
| 33 «Осетия»                      | Владикавказ — Москва             | 34 «Осетия»                      | Москва — Владикавказ             |
| Сезонное обращение поездов       |                                  |                                  |                                  |
| 505                              | -                                | 506                              | Тамбов — Новороссийск            |
| 507                              | -                                | 508                              | Ижевск — Новороссийск            |